# Gunnel Sporr
Gunnel Julia Sporr, född 19 februari 1933 i Gustav Vasa församling i Stockholm, död där 25 september 1974, var en svensk skådespelare.

## Biografi
Gunnel Sporr var dotter till violinisten Karl Sporr och konstersångaren Julia Moser. Hon spelade amatörteater i Nya elementar i Ängby innan hon blev nummerflicka på Casinorevyn. Efter teaterstudier i Paris antogs hon vid Dramatens elevskola 1953. Hon tillhörde Stockholms stadsteaters ensemble från dess grundande 1960.
När svensktoppsångerskan Ann-Louise Hanson 1961 spelade in melodin "Är Du ensam i kväll" ansågs det inte lämpligt att hon på grund av sin skånska dialekt läste den text som finns med på skivan. Då var det istället Gunnel Sporr som fick läsa in den texten. Skivan såldes i över 40 000 exemplar.

## Filmografi (urval)
- 1953 – Marianne
- 1956 – Sceningång
- 1962 – Chans
- 1964 – Är du inte riktigt klok?
- 1969 – Eriksson
- 1971 – I havsbandet (TV-serie)
- 1972 – Firmafesten
- 1972 – Ett resande teatersällskap (TV-serie)
- 1973 – Någonstans i Sverige (TV-serie)
- 1973 – Bröllopet
- 1974 – Kvarteret Oron (TV-serie)
- 1975 – Tjocka släkten (TV-serie)

## Skivor
Singel (EP) 4 spår, 
Du ljuger, Fantasi, Älskling, Farväl min vän. 
Mats Olssons orkester
Telefunken UX5056

Singel 1 spår
Då Eldkvarn brann
Mats Olssons orkester
Telefunken U 5426

## Teater

### Roller (ej komplett)
| År   | Roll                       | Produktion                                                                             | Regi                                                   | Teater                   |
| ---- | -------------------------- | -------------------------------------------------------------------------------------- | ------------------------------------------------------ | ------------------------ |
| 1953 | Marie                      | Woyzeck Georg Büchner                                                                  | Bengt Lagerkvist                                       | Teatern i Gamla stan     |
| 1954 | Diana                      | Fadershjärtat (The Bread-Winner) W. Somerset Maugham                                   | Stig Torsslow                                          | Dramaten/ Folkparksturné |
| 1956 | Joyce                      | Alltsedan paradiset (Ever Since Paradise) J.B. Priestley                               | Per-Axel Branner                                       | Nya Teatern              |
| 1956 | María Zlotochienki         | Romanoff och Juliet (Romanoff and Juliet) Peter Ustinov                                | Hans Dahlin                                            | Nya Teatern              |
| 1958 |                            | Vid skilda bord Terence Rattigan                                                       | Per-Axel Branner                                       | Riksteatern              |
| 1959 |                            | Råttfällan Agatha Christie                                                             | Börje Mellvig Bengt Blomgren                           | Lisebergsteatern         |
| 1960 | Medverkande                | Akilles och jungfruarna Per Verner-Karlsson                                            | Per Verner-Carlsson                                    | Stockholms stadsteater   |
| 1961 | medverkande                | Gustav Vasa August Strindberg                                                          | August Strindberg                                      | Stockholms stadsteater   |
| 1962 | medverkande                | Den Kaukasiska kritcirkeln Bertolt Brecht                                              | Hans Dahlin                                            | Stockholms stadsteater   |
| 1962 | medverkande                | Major Barbara Bernard Shaw                                                             | Keve Hjelm                                             | Stockholms stadsteater   |
| 1962 | medverkande                | Påsk August Strindberg                                                                 | Birgit Cullberg                                        | Stockholms stadsteater   |
| 1963 | Ylva                       | Lax, lax, lerbak Alf Henrikson                                                         | Carl Johan Ström                                       | Stockholms stadsteater   |
| 1963 | medverkande                | Skärmarna Jean Genet                                                                   | Per Verner-Carlsson                                    | Stockholms stadsteater   |
| 1963 | Medverkande                | Bröllop hos tattarns Björn-Erik Höijer                                                 | Ingrid Thulin                                          | Stockholms stadsteater   |
| 1964 | Medverkande                | Nalle Puh och hans vänner A.A. Milne                                                   | Christian Lund                                         | Stockholms stadsteater   |
| 1964 | Angela                     | Han hade två pistoler med svarta och vita ögon Dario Fo                                | Hans Dahlin                                            | Stockholms stadsteater   |
| 1964 | Vampen                     | Skärmarna (Les Paravents) Jean Genet                                                   | Per Verner-Carlsson                                    | Stockholms stadsteater   |
| 1964 | Molly                      | Tolvskillingsoperan (Die Dreigroschenoper) Kurt Weill och Bertolt Brecht               | Hans Dahlin                                            | Stockholms stadsteater   |
| 1964 | Medverkande                | Kronbruden August Strindberg                                                           | Yngve Nordvall                                         |                          |
| 1965 | Medverkande                | 13 quinnor Sandro Key-Åberg, Sonja Åkesson, Robban Broberg, Björn Lindroth, Carl Anton | Christian Lund                                         | Stockholms stadsteater   |
| 1965 | Medverkande                | Nigger. Tunnelbanan LeRoi                                                              | Sten Lonnert                                           | Stockholms stadsteater   |
| 1965 | Hovdam II                  | Isabella (Isabella, tre caravelle e un cacciaballe) Dario Fo                           | Frank Sundström                                        | Stockholms stadsteater   |
| 1966 | Medverkande                | Sedan vi gått Lars-Levi Laestadius                                                     | Lars-Levi Laestadius                                   | Stockholms stadsteater   |
| 1967 | Medverkande                | Viet Rock Megan Terry                                                                  | Sten Lonnert                                           | Stockholms stadsteater   |
| 1967 | Rosie                      | Leva som svin John Arden                                                               | Sten Lonnert                                           | Stockholms stadsteater   |
| 1968 | Maria                      | Jaktscener Martin Sperr                                                                | Ernst Günther                                          | Stockholms stadsteater   |
| 1968 | Medverkande                | Härlig tid som randas Sandro Key-Åberg                                                 | Jan Håkansson                                          | Stockholms stadsteater   |
| 1969 | Fruma-Sarah                | Spelman på taket Sheldon Harnick, Joseph Stein och Jerry Bock                          | Henny Mürer                                            | Stockholms stadsteater   |
| 1969 | Medverkande                | Heliga Johanna från slakthusen Bertolt Brecht                                          | Johan Bergenstråle                                     | Stockholms stadsteater   |
| 1970 | Berta                      | Minns du den stad Per-Anders Folgelström                                               | Johan Bergenstråle                                     | Stockholms stadsteater   |
| 1970 | Medverkande                | Storklas och Lillklas H C Anderssen                                                    | Lars Edström                                           | Stockholms stadsteater   |
| 1971 | Änkan                      | Slutet gott, allting gott William Shakespeare                                          | Jonas Cornell                                          | Stockholms stadsteater   |
| 1973 | Hildur Hanna En bondkvinna | Gösta Berlings saga Selma Lagerlöf                                                     | Johan Bergenstråhle Marie-Louise De Geer Bergenstråhle | Stockholms stadsteater   |